# Az akciócsoport
Az akciócsoport (eredeti cím: Antigang) 2015-ben bemutatott francia film, amelyet Benjamin Rocher rendezett.
A forgatókönyvet François Loubeyre és Tristan Schulmann írta. A producerei Henri Debeurme, Thierry Desmichelle, Allan Niblo, James Richardson, Raphaël Rocher és Lionel Uzan. A főszerepekben Jean Reno, Caterina Murino, Alban Lenoir, Thierry Neuvic és Stéfi Celma láthatók. A film zeneszerzője Laurent Perez. A film gyártója a Capture the Flag Films, a Vertigo Films és az M6 Films, forgalmazója a SND Films. Műfaja akciófilm. 
Franciaországban 2015. augusztus 19-én mutatták be mozikban.

## Szereplők
| Szereplő                                            | Színész                | Magyar hang            |
| --------------------------------------------------- | ---------------------- | ---------------------- |
| Serge Buren                                         | Jean Reno              | Szilágyi Tibor         |
| Margaux                                             | Caterina Murino        | Tóth Enikő             |
| Cartier                                             | Alban Lenoir           | Horváth Illés          |
| Becker                                              | Thierry Neuvic         | Czvetkó Sándor         |
| Ricci                                               | Stéfi Celma            | Roatis Andrea          |
| Manu                                                | Oumar Diaw             | Berkes Bence           |
| Kasper                                              | Jakob Cedergren        | Horváth-Töreki Gergely |
| Tancrède                                            | Féodor Atkine          | Orosz István           |
| Boulez                                              | Jean-Toussaint Bernard | Haagen Imre            |
| Garnier                                             | Xavier Lemaître        | Varga Rókus            |
| További magyar hangok                               |                        |                        |
| Gubányi György István, Kapácsy Miklós, Lamboni Anna |                        |                        |